# Mérida (Venezuela)
Mérida (vollständiger spanischer Name Santiago de los Caballeros de Mérida) ist die Hauptstadt und das Handelszentrum des Bundesstaates Mérida mit 317.410 Einwohnern (Stand 2013) sowie das touristische und universitäre Zentrum des venezolanischen Westens.

## Geografie
Geprägt ist Mérida durch seine Tallage im Andenhochland. Das Zentrum liegt in einer Höhe von 1630 Metern auf einer angeschwemmten Terrasse zwischen den Flüssen Río Albarregas im Westen und Río Chama im Osten. Begrenzt wird es von zwei Gebirgsketten, im Südosten die Sierra Nevada und im Nordwesten die Sierra La Culata. In unmittelbarer Nähe zur Stadt und in Sichtweite befindet sich der höchste Berg Venezuelas, der ganzjährig von einem schrumpfenden Gletscher bedeckte Pico Bolívar (4981 Meter).
Die nächsten großen Städte sind San Cristóbal im Südwesten, Valera im Nordosten, Barinas und Guanare im Osten.

### Stadtentwicklung
Wegen seiner Lage auf einer Terrasse in einem Tal hatte die Stadt nicht viele Möglichkeiten zur Entwicklung und ist daher recht wild gewachsen. Lediglich das im kolonialen Stil gehaltene Zentrum ist mit seinen acht Avenidas in Ost-West-Richtung und 40 Straßen in Nord-Süd-Richtung geordnet.
Der Rest der Stadt orientiert sich entlang der Hauptverkehrsadern (wie der Transandina und dem Anschluss an die Panamericana und anderen Ausfallstraßen). Im Südosten reicht die Stadt schon bis auf zwei Kilometer an den Nachbarort Ejido heran.
Trotz des beengten Raumes zur Stadtentwicklung weist Mérida wegen der Vielzahl seiner Plätze und öffentlichen Parks den höchsten Anteil an Grünfläche pro Einwohner von Venezuela auf.

## Geschichte
Gegründet wurde Mérida am 9. Oktober 1558 durch den spanischen Kapitän Juan Rodríguez Suárez (am heutigen Ort von San Juan de Lagunillas). Er gab ihr den Namen seiner gleichnamigen westspanischen Heimatstadt, Mérida. Auch die Flüsse benannte er nach den Flüssen des spanischen Mérida Albarregas und Guadiana (Letzterer wurde später in Chama umbenannt).
1559 wurde sie von Juan de Maldonado an ihren jetzigen Ort verlegt und dabei in „San Juan de las Nieves“ beziehungsweise später in „Santiago de los Caballeros“ umbenannt. Daraus entwickelte sich schließlich „Santiago de los Caballeros de Mérida“, der bis heute gültige, komplette Name.
Im Jahr 1622 wurde Mérida zur Hauptstadt des Bundesstaates und 1778 zum Bischofssitz. Dies trug zum Bau eines Priesterseminars bei, das 1811 zur Universidad de Los Andes umgewandelt wurde.

### Söhne und Töchter der Stadt
- Ignacio Andrade (1839–1925), Offizier und Politiker, Präsident von 1898 bis 1899
- Tulio Febres Cordero (1860–1938), Schriftsteller und Historiker. Nach ihm ist das Kulturzentrum der Stadt benannt.
- Román Delgado Chalbaud (1882–1929), General und Vater von Carlos Delgado Chalbaud, dem Präsidenten von 1948 bis 1950
- Mariano Picón Salas (1901–1965), Schriftsteller
- Roberto Antonio Dávila Uzcátegui (1929–2021), römisch-katholischer Geistlicher, Weihbischof in Caracas
- Alba Quintanilla (* 1944), Komponistin
- Werner Hoeger (* 1953), Rennrodler
- Carlos Ramos Rivas (* 1959), Politiker
- José Trinidad Fernández Angulo (* 1964), römisch-katholischer Geistlicher, Bischof von Trujillo
- Juan de Dios Peña Rojas (* 1967), römisch-katholischer Geistlicher, Bischof von El Vigía-San Carlos del Zulia
- Luis Enrique Rojas Ruiz (* 1968), römisch-katholischer Geistlicher, Bischof von Punto Fijo
- Alexander Rivera Vielma (* 1974), römisch-katholischer Geistlicher, Bischof von San Carlos de Venezuela
- Stefanía Fernández (* 1990), Model, Miss Universe 2009
- Nalek Korbaj (* 1995), Boxer

## Sehenswürdigkeiten

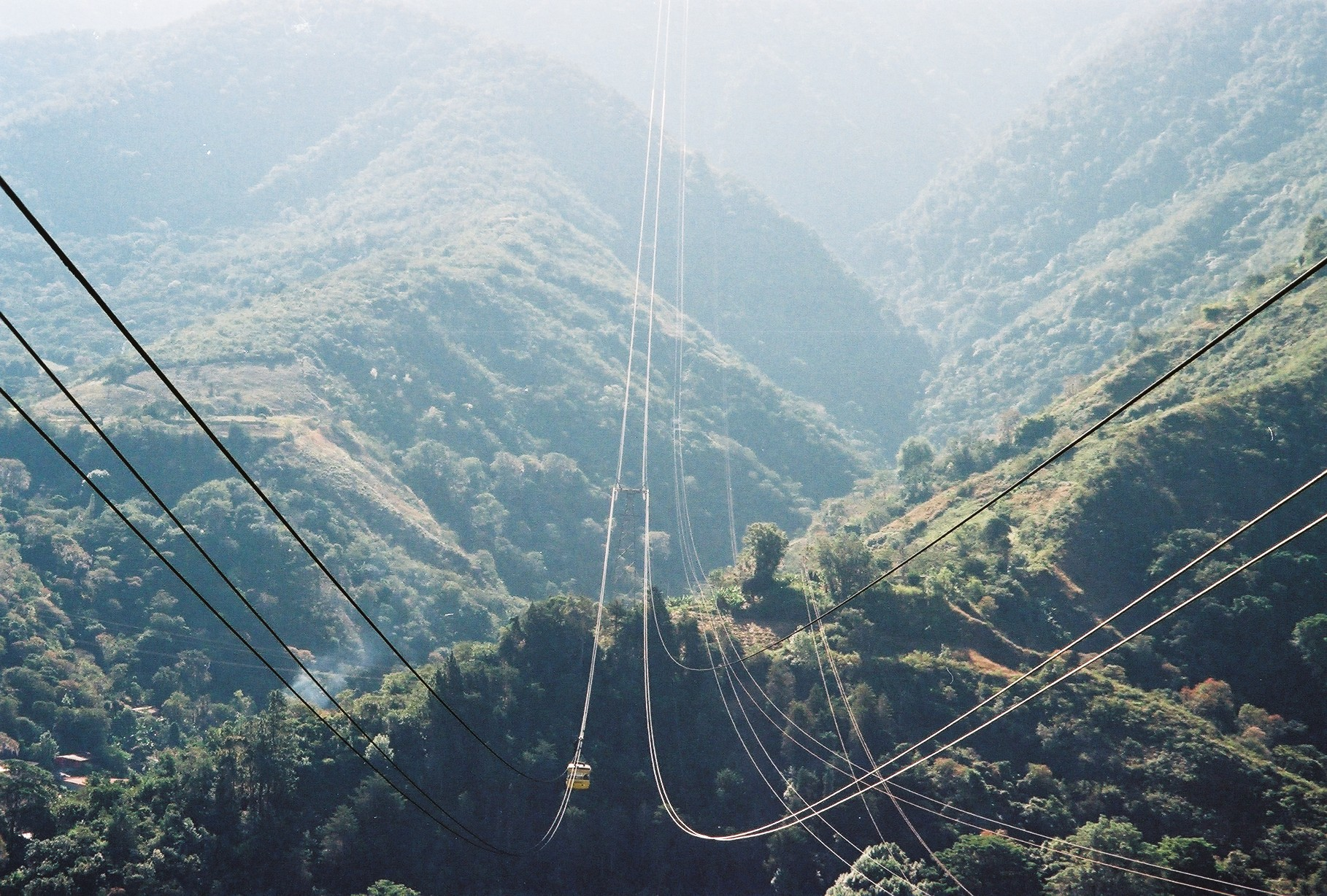
Die Seilbahn von Mérida

Wie in allen venezolanischen Städten bildet die Plaza Bolívar das Herz der Stadt. An ihrer Westseite befindet sich die Kathedrale von Mérida, die nach Baubeginn im 19. Jahrhundert 1960 fertiggestellt wurde.
Größte Attraktion Méridas ist der Teleférico de Mérida, eine Seilbahn auf den Pico Espejo (4.765 Meter). Aus dem Zentrum der Stadt führt sie bis in die Gletscherregion der Anden. In vier Abschnitten wird ein Höhenunterschied von fast 3.200 Meter und eine Distanz von mehr als 12,5 km bewältigt (damit ist sie die höchste und zweitlängste der Welt).
Im August 2008 wurde die Seilbahn allerdings wegen gravierender Verschleißerscheinungen geschlossen. Seit dem Jahr 2011 befindet sich die Seilbahn in einer Totalerneuerung, die Eröffnung der ersten zwei Teilstücke der Strecke erfolgte 2014, die der ganzen Seilbahn im Oktober 2016. Die Bahn wurde vom österreichischen Unternehmen Doppelmayr/Garaventa gebaut. Die einzelnen Stationen gleichen Prachthallen: In der Station Montaña gibt es eine Bar mit weißer Marmortheke und roten Designmöbeln. Eine Station höher ist ein Konzertsaal. Aufgrund der Wirtschaftskrise und der dadurch ausbleibenden Touristen kamen im ersten Halbjahr nach der Eröffnung nur 480 Besucher.
Der Start befindet sich an der „Plaza Las Heroínas“, die zur Erinnerung an 5 „Merideñas“ (Frauen aus Mérida) errichtet wurde, die für die Unabhängigkeit kämpften.
Der „Mercado Principal“ ist eine Markthalle in der Avenida Las Américas (etwas außerhalb des Zentrums), in dem Handwerkswaren und typische Güter der Region (gemeinsam mit gastronomischen Produkten) angeboten werden.
Außerdem befindet sich in der Innenstadt die „Heladería Coromoto“, eine Eisdiele, die aufgrund ihrer Angebotsvielfalt an Eissorten (mehr als 800 verschiedene, davon ca. 75 bis 100 permanent verfügbar) in das Guinness-Buch der Rekorde aufgenommen wurde. Darunter befinden sich so ausgefallene Eissorten wie Forelle oder Knoblauch.
Der Botanische Garten von Mérida enthält die größte Sammlung von Bromeliengewächsen in Südamerika.
In der Umgebung befinden sich die Nationalparks Sierra Nevada und La Culata sowie eine Vielzahl von Bergseen wie die Laguna Mucubají, die Laguna Negra oder die Laguna Tapada.
75 km von Mérida entfernt befindet sich in 3100 Meter Höhe das Berghotel Los Frailes. Es wurde im 17. Jahrhundert als Kloster errichtet. Der erhalten gebliebene Glockenturm ist das Wahrzeichen des Hotels.

## Bildung, Wissenschaft und Technik

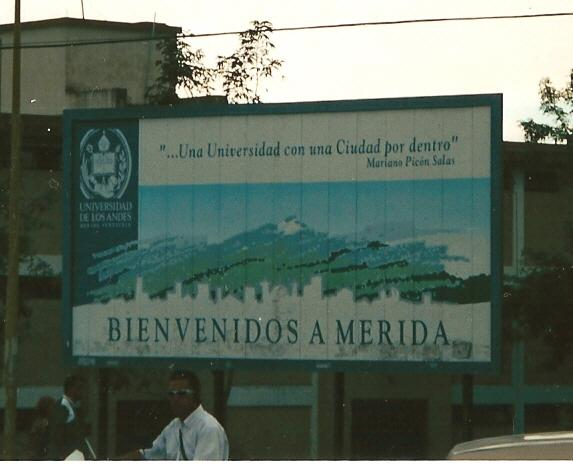
„Eine Universität mit einer Stadt darinnen“ Selbstverständnis der Universidad Andina

Logo der CENDITEL (Centro Nacional de Desarrollo e Investigación en Tecnologías Libres)

Mérida ist Standort der zweitältesten Universität des Landes, der „Universidad de Los Andes“ (ULA), mit etwa 44.000 Studenten (Stand 2006).
Sie hat ihre Ursprünge in einem am 29. März 1785 gegründeten Priesterseminar, das am 21. September 1810 zu einer (kirchlichen) Universität (namens Real Universidad de San Buenaventura de Mérida de los Caballeros) umgewandelt wurde. 1832 erfolgte die Wandlung zu einer weltlichen Universität und 1883 erhielt sie ihren heutigen Namen (ULA).
Das Studienangebot der über die ganze Stadt verteilten Universität umfasst zahlreiche Fächer der Geistes-, Natur- und Ingenieurwissenschaften. Die ULA unterhält u. a. ein studentisches Austauschprogramm mit dem Fachbereich für Angewandte Sprach- und Kulturwissenschaft der Johannes Gutenberg-Universität Mainz in Germersheim.
Mérida beherbergt das am 10. November 2006 eröffnete Nationale Zentrum für die Entwicklung und Erforschung freier Technologien (Cenditel). Dieses neue Forschungszentrum entstand in Zusammenarbeit der Stiftung zur Entwicklung von Wissenschaft und Technologie (Fundacite Mérida) des Bundesstaates Mérida mit Forschern der Universidad de Los Andes und untersteht dem Ministerium für Wissenschaft und Technologie. Das Zentrum eröffnet einen neuen Raum in der Auseinandersetzung über den Gebrauch und die Entwicklung freier Technologien (freie Software, Open Source, freie Hardware, Offene Standards) und befördert deren Erforschung und Entwicklung.

## Bevölkerungsentwicklung
| Zählung | Mérida  | Ballungsraum |
| ------- | ------- | ------------ |
| 1950    | 025.000 | –            |
| 1971    | 074.000 | –            |
| 1981    | 156.956 | –            |
| 1990    | 178.580 | 271.992      |
| 2001    | 204.879 | 345.489      |
| 2005    | 215.289 | –            |
| 2013    | 330.287 | –            |

Obwohl Mérida immer eine der wichtigsten Städte der venezolanischen Anden war, hatte es relativ wenige Einwohner im Vergleich zu vielen anderen Städten des Landes. So lebten am Anfang des 17. Jahrhunderts etwa 4000 Menschen (rund 3300 Indios und etwa 150 spanischstämmige Familien) in der Stadt und dies stieg bis zum Beginn des 19. Jahrhunderts auf lediglich 5000 Einwohner an.
Dieser langsame Anstieg der Einwohnerzahl dauerte bis zur Mitte des 20. Jahrhunderts an; danach stieg sie schneller und verdreifachte sich beispielsweise ab 1971 in lediglich drei Jahrzehnten (74.000–205.000). Dies ist zu einem großen Teil auf die Landflucht der Bauern der Umgebung zurückzuführen sowie auf den guten Ruf der Universität.
Die „Merideños“ (beziehungsweise alle Einwohner der Anden) werden im Rest des Landes auch „Gochos“ (ausgesprochen als Gotschos) genannt.

## Wirtschaft
Traditionell spielte die Landwirtschaft eine große Rolle in der Stadt (von der aus die Güter im ganzen Bundesstaat verteilt wurden). In der Umgebung gab es große Haciendas, die Zuckerrohr anbauten.
Dies änderte sich mit der Errichtung der Seilbahn (dem Teleférico), dem besseren Anschluss an das nationale Straßennetz und dem Bau des Flughafens, wodurch sich der Tourismus erhöhte und sich damit einhergehend eine Dienstleistungsgesellschaft für dessen Bedürfnisse entwickelte. Diese ist zurzeit die Haupteinnahmequelle der Stadt.

## Kultur
Die Kultur der Stadt hängt sehr der „Folklore der Anden“ an. Mérida ist dabei der wichtigste Repräsentant dieser Folklore im Land.
Die wichtigste regionale Feier ist die im Februar stattfindende „Feria del Sol“, sonst werden die üblichen christlichen Feiern abgehalten.

### Kulturelle Einrichtungen
- Centro Cultural Tulio Febres Cordero
- Museo Arqueológico de Mérida
- Museo de Arte Colonial
- Teatro César Renginfo

## Sport
Es gibt in der Stadt eine große Anzahl von Sportstätten, die auch für nationale Veranstaltungen (wie die Juegos Nacionales Andes 2005 oder die Copa América 2007) genutzt werden.
Die größte davon ist das Complejo Deportivo Cinco Águilas Blancas, in welchem sich auch das Estadio Metropolitano de Mérida befindet. Dort trägt das lokale Fußballteam Estudiantes de Mérida ihre Spiele aus.
Die populärsten Sportarten sind Fußball und Baseball, aber – dank der Lage der Stadt – können auch eine Vielzahl von Extremsportarten praktiziert werden.

## Infrastruktur

### Straßennetz
Bis Mitte des 19. Jahrhunderts gab es keine Verkehrsverbindungen mit den restlichen Bundesländern; erst dann wurde durch den Bau der Transandina Mérida an das nationale Straßennetz angeschlossen. Eine zweite Straße verbindet die Stadt über El Vigía mit der Panamericana. Andere Straßen führen zu Nachbarstädten des Bundesstaats.
Durch Naturereignisse (wie durch die starken Regenfälle ausgelöste Muren) kam es jedoch immer wieder zu Beeinträchtigungen im regionalen straßengebundenen Verkehr.
Innerhalb der Stadt gibt es 4 Durchzugsstraßen, die diese der Länge nach durchlaufen.

### Öffentlicher Personennahverkehr

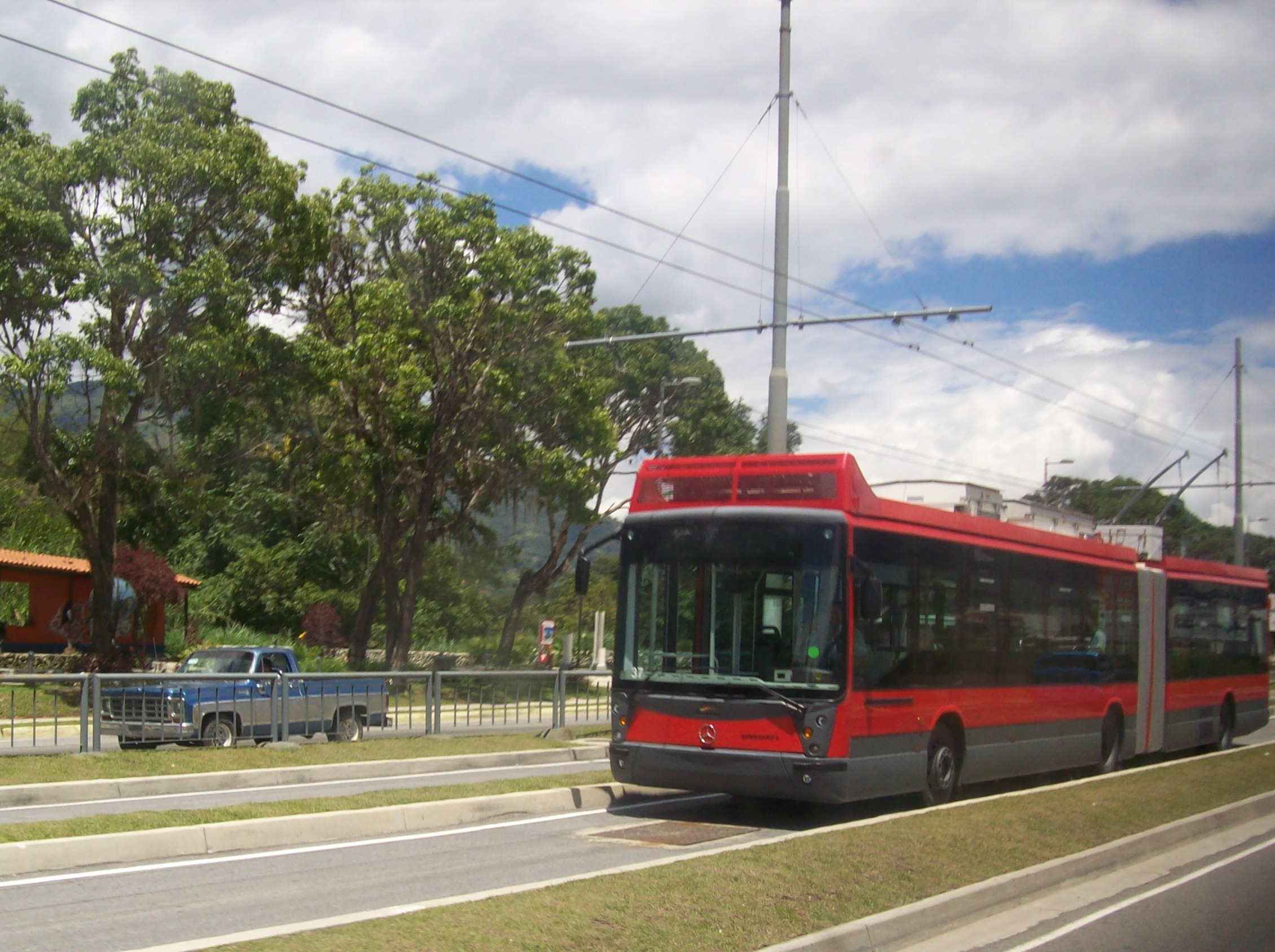
Oberleitungsbus

Mérida verfügt über ein weitläufiges urbanes Omnibussystem, welches das Zentrum mit den Außenbezirken verbindet und die Stadt zu einem großen Teil abdeckt.
Der öffentliche Personennahverkehr gilt zwar als einer der besten des Landes, sieht sich aber einer steigenden Nachfrage gegenüber. Dies gilt vor allem für die Hauptroute zwischen dem Zentrum und der Nachbarstadt Ejido. Um dieser gerecht zu werden, wurde der Oberleitungsbus Mérida gebaut, ein umweltfreundliches Massentransportsystem. Am 18. Juni 2007 wurde das erste 10,2 Kilometer lange Teilstück eröffnet, der weitere Ausbau ging jedoch aufgrund finanzieller Probleme nur schleppend voran, bevor der elektrische Betrieb im Juni 2016 gänzlich endete und die Oberleitungsbusse durch Dieselbusse ersetzt wurden.
Regional und national verkehren Überlandbusse. Sie fahren – mit der Ausnahme einiger Regionalbusse – vom Busbahnhof der Stadt ab.

### Flughafen
Der in der Stadt gelegene nationale Flughafen Alberto Carnevalli war nach dem Absturz eines hier gestarteten Flugzeugs am 21. Februar 2008 für kommerzielle Flüge geschlossen worden. Der Flughafen Juan Pablo Perez Alfonzo in der Stadt El Vigia dient seitdem als Ausweichflughafen. Dieser ist mit dem Auto (Taxi) innerhalb von etwa einer Stunde erreichbar und wurde bereits vor dem Unglück als Ausweichpunkt bei schlechter Sicht und grundsätzlich nachts genutzt. Der problematischen Tallage soll durch die Neuanschaffung von zwölf modernen Flugzeugen des Typs ATR 72 500 sowie einer neuen Fluggesellschaft Merida LAIMA Rechnung getragen werden. Diese soll ab August 2010 schrittweise den nationalen Betrieb aufnehmen. Der Ausbau zu einem internationalen Flughafen wird zudem angestrebt.

## Klimatabelle
|                       | Jan  | Feb  | Mär  | Apr  | Mai  | Jun  | Jul  | Aug  | Sep  | Okt  | Nov  | Dez  |   |      |
| Mittl. Tagesmax. (°C) | 24,2 | 24,7 | 24,9 | 24,7 | 24,9 | 24,7 | 25,0 | 25,3 | 25,2 | 24,6 | 24,0 | 23,9 | ⌀ | 24,7 |
| Mittl. Tagesmin. (°C) | 14,0 | 14,5 | 15,3 | 16,0 | 16,2 | 16,0 | 15,5 | 15,6 | 15,7 | 15,7 | 15,4 | 14,4 | ⌀ | 15,4 |
|                       |      |      |      |      |      |      |      |      |      |      |      |      |   |      |
| Niederschlag (mm)     | 40   | 48   | 63   | 177  | 236  | 164  | 119  | 152  | 229  | 283  | 195  | 79   | Σ | 1785 |
|                       |      |      |      |      |      |      |      |      |      |      |      |      |   |      |
| Sonnenstunden (h/d)   | 8,3  | 8,0  | 7,3  | 5,9  | 6,2  | 6,0  | 6,9  | 6,9  | 6,7  | 6,2  | 6,6  | 7,6  | ⌀ | 6,9  |
|                       |      |      |      |      |      |      |      |      |      |      |      |      |   |      |
| Regentage (d)         | 6    | 6    | 8    | 16   | 19   | 16   | 15   | 18   | 19   | 21   | 17   | 10   | Σ | 171  |
|                       |      |      |      |      |      |      |      |      |      |      |      |      |   |      |
| Luftfeuchtigkeit (%)  | 77   | 77   | 78   | 81   | 82   | 81   | 79   | 78   | 79   | 82   | 83   | 80   | ⌀ | 79,8 |

| 14,0 |

| 14,5 |

| 15,3 |

| 16,0 |

| 16,2 |

| 16,0 |

| 15,5 |

| 15,6 |

| 15,7 |

| 15,7 |

| 15,4 |

| 14,4 |

| 14,0 |

| 14,5 |

| 15,3 |

| 16,0 |

| 16,2 |

| 16,0 |

| 15,5 |

| 15,6 |

| 15,7 |

| 15,7 |

| 15,4 |

| 14,4 |